# Heimskringla
Heimskringla (dansk: Verdens omkreds) også kendt som Snorri Sturlusons Kongesaga er en islandsk kongesaga og et af de mest berømte værker i den islandske litteratur fra middelalderen.1200-tallet. Traditionelt regnes islændingen Snorri Sturluson (1179-1242) som forfatter. Det norrøne navn Heimskringla stammer fra de første ord i værket, Kringla Heimsins, "verdens skive".

## Forfatterskab
Traditionelt regnes den islandske stormand Snorre Sturlason som sagaens forfatter, men det var ikke nødvendigvis Snorre selv, der skrev de værker, som i dag tilskrives ham. Hvad angår Heimskringla, er der ingen middelalderlige kilder, der tilskriver ham forfatterskabet. Det eneste, der peger i den retning, er oplysninger om, at han skrev historiebøger og var en stor autoritet, når det gjaldt kongesagaer. De tidligste tekster, der forbinder Snorre og Heimskringla, stammer fra 16. århundrede. Desuden dækker Snorres forfatterskab sandsynligvis over, at han sponserede skrivearbejdet, som andre udførte. Det er derfor mest for nemheds skyld, at han i dag får æren for det samlede forfatterskab.

## Snorris kongesagaer
Sagaerne begynder med Ynglingesagaen og en beskrivelse af verden og dens oprindelse og den mytologiske svenske (Svear) Ynglinge kongeslægt, fulgt af norske herskere og konger fra det 10., 11. og 12. århundrede. Halvdan den Sorte, Harald Hårfager i det tidlige 10. århundrede op til den sidste i hårfagerslægten, kong Øystein Øysteinsson Møyla og hans død i Slaget på Re i 1177.
Ifølge den norske historiker Sverre Bagge er Snorres vurdering af de konger, han beskriver, baseret på deres succes eller fiasko i handling frem for moral. Snorres moralbegreb bygger på ære, mens det politiske system, der kommer til udtryk i fortællingen, er baseret på individuelle aktørers interesser, venskabs- og loyalitetsbånd 
Det er foreslået, at Heimskringla oprindeligt ikke var tænkt som en helhed af forfatteren. Denne teori bygger på, at værket består af tre uafhængige tekster.

## Omfang
Heimskringla følger Odin og hans følge fra Aasaland i øst og Asgård, Aasalands vigtigste by, til deres residens i Skandinavien. Den fortæller om kongers bedrifter, krigssejre og grundlæggelsen af kongerigerne Norge, Sverige og Danmark og om vikingtogterne til England. Alt fortalt med en glød og vitalitet og evne til at give indblik i menneskers liv med indlevende realisme.
Sagaen om Olav den Hellige er den mest omfattende. Hans 15 år lange regeringsperiode optager henved en tredjedel af hele værket. Sagaen om Harald Hårderåde beskriver Haralds ekspeditioner til østen, hans store bedrifter i Konstantinopel, Syrien og Sicilien, hans evner som skjald og som kriger i England mod kong Harold Godvinson søn af Godwin jarl af Wessex, hvor han i 1066 blev hugget ned i Slaget ved Stamford Bridge, få dage før Godwinson selv faldt i Slaget ved Hastings.

## Andre kongesagaer
Snorri Sturlusons kongesagaer er de meste kendte, men ikke de eneste. Islandske Sæmund Frode (frode = den lærde) (1056-1135) skrev et værk om de første norske konger. Det er ikke bevaret. Den norske munk Theodoricus skrev omtrent halvtreds år efter et værk på latin om Norges historie (Historia de antiquitate regum Norvagiensium), som beretter om de norske konger til og med Sigurd Jorsalfar.
Den ældste kongesaga regnes for at være Sverres saga skrevet af den islandske abbed Karl Jónsson på opfordring af kong Sverre selv. Tilsvarende fik kong Håkon Håkonsson sin egen saga fortalt; opgaven blev givet til Snorris nevø Sturla Tordsson.
Ágrip af Noregs konunga sögum, det vil sige Uddrag af Norges kongesagaer, ofte bare Ágrip, blev nedskrevet i Norge og er den første nationalhistoriske oversigt, som er skrevet på norrønt. Mere farverig og rig på anekdoter er Morkinskinna (Den møre bog) (ca. 1220) som findes på Det Kongelige Bibliotek i København, mens Fagrskinna (Den fagre bog) (ca. 1225) er mere nøjsom.
Snorri Sturluson benyttede sig af alle de ovenstående værker og nogle, som ikke har overlevet eller ikke kendes længere.

## Heimskringla omfatter
De uden sidestykke mest omfattende og dramatiske dele af værket er Olav Tryggvasons saga og Olav den Helliges saga. Flere af de andre sagaer er korte og summariske.
| - Ynglingesagaen - Halvdan Svartes saga - Harald Hårfagres saga - Håkon den godes saga - Harald Gråfells saga - Olav Tryggvasons saga - Olav den helliges saga - Magnus den godes saga | - Harald Hardrådes saga - Olav Kyrres saga - Magnus Berrføtts saga - Magnussønnenes saga - Magnus Blindes og Harald Gilles saga - Haraldsønnenes saga - Håkon Herdebreis saga - Magnus Erlingssons saga |